# Turneul de tenis de la Wimbledon 2014
Ediția 2014 a Turneului de tenis de la Wimbledon s-a desfășurat la All England Lawn Tennis and Croquet Club în Wimbledon, Londra, United Kingdom, între 23 iunie și 6 iulie 2014. A fost a 128-a ediție și al treilea turneu de Grand Slam al anului, jucat pe iarbă, făcând parte din ATP World Tour, WTA Tour,  ITF Junior Tour și NEC Tour. A fost organizat de All England Lawn Tennis Club și de International Tennis Federation.
Andy Murray din Marea Britanie a fost campionul ediției anterioare a competiției în proba de simplu masculin, dar la această ediție a fost învins de Grigor Dimitrov în faza sferturilor de finală. Marion Bartoli din Franța a fost deținătoarea titlului în cadrul competiției de simplu feminin; ea s-a retras din activitate după victoria ei și nu s-a întros astfel să își apere titlul. Astfel, meciul de deschidere a celei de a doua zi de pe Terenul Central din proba de simplu feminin - care este jucat conform tradiției de deținătoarea trofeului - a fost jucat de finalista ediției anterioare Sabine Lisicki.
Titlurile la simplu masculin și feminin au fost câștigate de Novak Djokovic din Serbia și Petra Kvitova din Cehia. Cei doi au mai câștigat anterior titlul la Wimbledon în 2011.

## Turneu

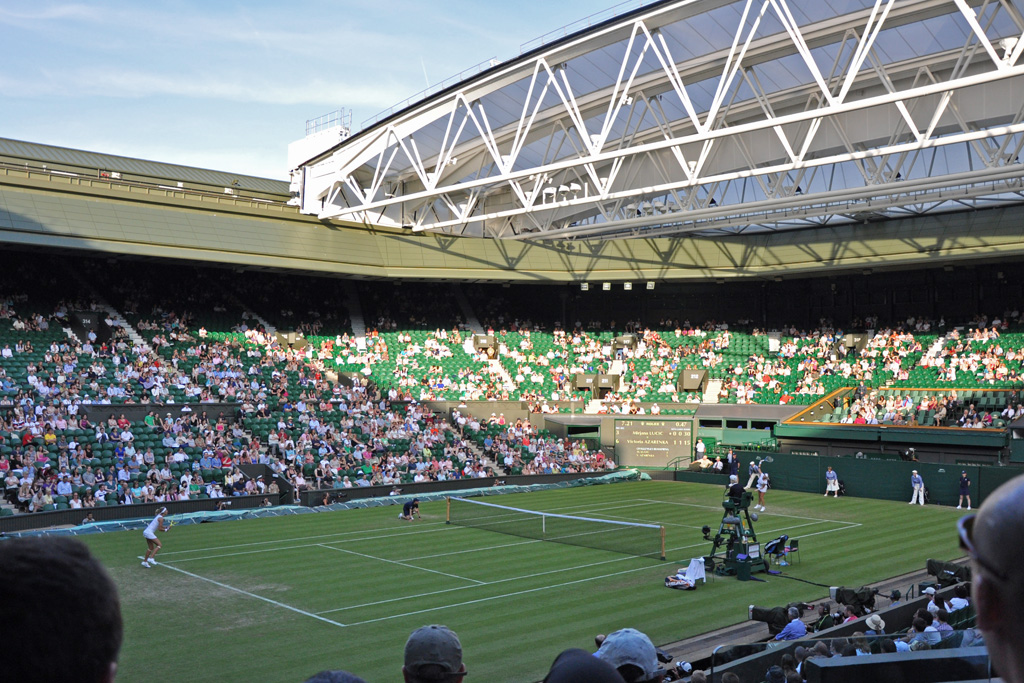
Centre Court where the Finals of Wimbledon take place.

Ediția din anul 2014 a turneului de la Wimbledon a fost a 128-a ediție a acestuia și s-a desfășurat la All England Lawn Tennis and Croquet Club în Londra.
Turneul a făcut parte din calendarele 2014 ATP World Tour și 2014 WTA Tour fiind o competiție din categoria turneelor de Mare Șlem. Turneul a cuprin competiții de simplu si dublu masculin și feminin, dar și o competiție de dublu mixt.
De asemenea, au existat competiții de simplu și de dublu pentru juniori și junioare și competiții de dublu masculin și feminin pentru jucători aflați în scaun cu rotile. Turneul s-a jucat pe iarbă pe 19 terenuri, dintre care 4 sunt terenuri principale, Terenul Central, Terenul nr. 1, Terenul nr. 2 și Terenul nr. 3.

## Puncte și distribuirea premiilor în bani

### Distribuirea punctelor
Tabelele următoare arată punctele oferite pentru fiecare competiție din cadrul turneului.

#### Puncte pentru competițiile seniorilor
| Eveniment       | W    | F    | SF  | QF  | Ultimii 16 rămași | Ultimii 32 rămași | Ultimii 64 rămași | Ultimii 128 rămași | Q  | Q3  | Q2 | Q1 |
| Simplu Masculin | 2000 | 1200 | 720 | 360 | 180               | 90                | 45                | 10                 | 25 | 16  | 8  | 0  |
| Dublu Masculin  | 2000 | 1200 | 720 | 360 | 180               | 90                | 0                 | N/A                | 25 | N/A | 0  | 0  |
| Simplu Feminin  | 2000 | 1300 | 780 | 430 | 240               | 130               | 70                | 10                 | 40 | 30  | 20 | 2  |
| Dublu Feminin   | 2000 | 1300 | 780 | 430 | 240               | 130               | 5                 | N/A                | 48 | N/A | 0  | 0  |

| Eveniment | W   | F   | Locul 3 | Locul 4 |
| Dublu     | 800 | 500 | 375     | 100     |

| Eveniment     | W   | F   | SF  | QF  | Optimi | Șaisprezecimi | Q   | Q3  |
| Simplu Băieți | 375 | 270 | 180 | 120 | 75     | 30            | 25  | 20  |
| Simplu Fete   | 375 | 270 | 180 | 120 | 75     | 30            | 25  | 20  |
| Dublu Băieți  | 270 | 180 | 120 | 75  | 45     | N/A           | N/A | N/A |
| Dublu Fete    | 270 | 180 | 120 | 75  | 45     | N/A           | N/A | N/A |

### Premii în bani
Suma totală a premiilor în bani oferite la turneul de la Wimbledon în 2014 a fost crescută cu 10.8% până la 25 000 000 £. Învingătorii din competițiile de simplu masculin și feminin au câștigat 1.76 milioane £, cu 160 000 £ mai mult față de anul precedent. Premiile arătate pentru competițiile de dublu sunt acordate echipei.
| Eveniment                           | W          | F        | SF       | QF       | Ultimii 16 rămași | Ultimii 32 rămași | Ultimii 64 rămași | Ultimii 128 rămași | Q3      | Q2     | Q1     |
| Simplu                              | 1,760,000£ | 880,000£ | 440,000£ | 226,000£ | 117,000£          | 71,000£           | 43,000£           | 27,000£            | 13,500£ | 6,750£ | 3,375£ |
| Dublu                               | 325,000£   | 163,000£ | 81,500£  | 41,000£  | 21,500£           | 13,000£           | 8,500£            | N/A                | N/A     | N/A    | N/A    |
| Dublu Mixt                          | 96,000£    | 48,000£  | 24,000£  | 11,500£  | 5,600£            | 2,800£            | 1,400£            | N/A                | N/A     | N/A    | N/A    |
| Dublu - Jucători în scaun cu rotile | 12,000£    | 6,000£   | 4,000£   | 3,000£   | N/A               | N/A               | N/A               | N/A                | N/A     | N/A    | N/A    |
| Dublu - Invitați                    | 21,000£    | 18,000£  | 15,000£  | 14,000£  | 13,000£           | N/A               | N/A               | N/A                | N/A     | N/A    | N/A    |

## Capi de serie în competițiile de Simplu

### Simplu Masculin
Capii de serie din competiția de Simplu Masculin sunt aleși pe baza unui sistem care ține cont de performanțele jucătorilor pe iarbă. Formula se aplică celor mai buni 32 de jucători din clasamentul ATP de la data de 16 iunie 2014.	
Locurile sunt cele din clasamentul de la 16 iunie 2014, iar punctele dinaintea turneului sunt cele de la 23 iunie 2014.
| Cap de serie | Loc | Jucător                | Puncte înaintea turneului | Puncte de apărat | Puncte câștigate | Puncte după turneu | Stare                                                |
| ------------ | --- | ---------------------- | ------------------------- | ---------------- | ---------------- | ------------------ | ---------------------------------------------------- |
| 1            | 2   | Novak Djokovic         | 12,330                    | 1,200            | 2,000            | 13,130             | Campion contra lui Roger Federer [4]                 |
| 2            | 1   | Rafael Nadal           | 12,500                    | 10               | 180              | 12,670             | Învins în runda a patra de Nick Kyrgios [WC]         |
| 3            | 5   | Andy Murray            | 4,680                     | 2,000            | 360              | 3,040              | Învins în sferturi de finală de Grigor Dimitrov [11] |
| 4            | 4   | Roger Federer          | 4,945                     | 45               | 1,200            | 6,100              | Învins în finală de Novak Djokovic [1]               |
| 5            | 3   | Stan Wawrinka          | 5,420                     | 10               | 360              | 5,770              | Învins în sferturi de finală de Roger Federer [4]    |
| 6            | 6   | Tomáš Berdych          | 4,680                     | 360              | 90               | 4,410              | Învins în runda a treia de Marin Čilić [26]          |
| 7            | 7   | David Ferrer           | 4,190                     | 360              | 45               | 3,875              | Învins în runda a doua de Andrey Kuznetsov           |
| 8            | 9   | Milos Raonic           | 3,245                     | 45               | 720              | 3,920              | Învins în semifinale de Roger Federer [4]            |
| 9            | 11  | John Isner             | 2,690                     | 45               | 90               | 2,735              | Învins în runda a treia de Feliciano López [19]      |
| 10           | 12  | Kei Nishikori          | 2,690                     | 90               | 180              | 2,780              | Învins în runda a patra de Milos Raonic [8]          |
| 11           | 13  | Grigor Dimitrov        | 2,595                     | 45               | 720              | 3,270              | Învins în semifinale de Novak Djokovic [1]           |
| 12           | 10  | Ernests Gulbis         | 2,725                     | 90               | 45               | 2,680              | Învins în runda a doua de Sergiy Stakhovsky          |
| 13           | 14  | Richard Gasquet        | 2,415                     | 90               | 45               | 2,370              | Învins în runda a doua de Nick Kyrgios [WC]          |
| 14           | 17  | Jo-Wilfried Tsonga     | 1,775                     | 45               | 180              | 1,910              | Învins în runda a patra de Novak Djokovic [1]        |
| 15           | 24  | Jerzy Janowicz         | 1,510                     | 720              | 90               | 880                | Învins în runda a treia de Tommy Robredo [23]        |
| 16           | 15  | Fabio Fognini          | 2,155                     | 10               | 90               | 2,235              | Învins în runda a treia de Kevin Anderson [20]       |
| 17           | 16  | Mikhail Youzhny        | 1,790                     | 180              | 45               | 1,655              | Învins în runda a doua de Jimmy Wang [Q]             |
| 18           | 23  | Fernando Verdasco      | 1,555                     | 360              | 10               | 1,205              | Învins în prima rundă de Marinko Matosevic           |
| 19           | 25  | Feliciano López        | 1,455                     | 90               | 180              | 1,545              | Învins în runda a patra de Stan Wawrinka [5]         |
| 20           | 18  | Kevin Anderson         | 1,745                     | 90               | 180              | 1,835              | Învins în runda a patra de Andy Murray [3]           |
| 21           | 19  | Alexandr Dolgopolov    | 1,680                     | 90               | 90               | 1,680              | Învins în runda a treia de Grigor Dimitrov [11]      |
| 22           | 27  | Philipp Kohlschreiber  | 1,440                     | 10               | 45               | 1,475              | Învins în runda a doua de Simone Bolelli [LL]        |
| 23           | 22  | Tommy Robredo          | 1,630                     | 90               | 180              | 1,720              | Învins în runda a patra de Roger Federer [4]         |
| 24           | 21  | Gaël Monfils           | 1,635                     | (20)             | 45               | 1,660              | Învins în runda a doua de Jiří Veselý [WC]           |
| 25           | 34  | Andreas Seppi          | 1,105                     | 180              | 10               | 935                | Învins în prima rundă de Leonardo Mayer              |
| 26           | 29  | Marin Čilić            | 1,350                     | 45               | 360              | 1,665              | Învins în sferturi de finală de Novak Djokovic [1]   |
| 27           | 28  | Roberto Bautista Agut  | 1,580                     | 45               | 90               | 1,625              | Învins în runda a treia de Andy Murray [3]           |
| 28           | 31  | Guillermo García-López | 1,163                     | 10               | 10               | 1,163              | Învins în prima rundă de Dušan Lajović               |
| 29           | 33  | Ivo Karlović           | 1,181                     | (16)             | 10               | 1,175              | Învins în prima rundă de Frank Dancevic [LL]         |
| 30           | 30  | Marcel Granollers      | 1,250                     | 10               | 45               | 1,285              | Învins în runda a doua de Santiago Giraldo           |
| 31           | 35  | Vasek Pospisil         | 1,170                     | 45               | 10               | 1,135              | Învins în prima rundă de Robin Haase                 |
| 32           | 32  | Dmitry Tursunov        | 1,200                     | 10               | 10               | 1,200              | Învins în prima rundă de Denis Istomin               |

#### Jucători retrași
| Loc | Jucător               | Puncte înaintea turneului | Puncte de apărat | Puncte câștigate | Puncte după turneu | Motivul retragerii                |
| --- | --------------------- | ------------------------- | ---------------- | ---------------- | ------------------ | --------------------------------- |
| 8   | Juan Martín del Potro | 4,080                     | 720              | 0                | 3,360              | Accidentare la încheietura mâinii |
| 20  | Tommy Haas            | 1,655                     | 180              | 0                | 1,475              | Accidentare la umăr               |
| 26  | Nicolás Almagro       | 1,450                     | 90               | 0                | 1,360              | Accidentare la picior             |

### Simplu Feminin
Capii de serie din competiția de Simplu Feminin respectă clasamentul WTA din 16 iunie 2014. Locul ocupat și punctele dinaintea turneului sunt cele din 23 iunie 2014.
| Cap de serie | Loc | Jucătoare                | Puncte înaintea turneului | Puncte de apărat | Puncte câștigate | Puncte după turneu | Stare                                                   |
| ------------ | --- | ------------------------ | ------------------------- | ---------------- | ---------------- | ------------------ | ------------------------------------------------------- |
| 1            | 1   | Serena Williams          | 9,660                     | 280              | 130              | 9,510              | Învinsă în runda a treia de Alizé Cornet [25]           |
| 2            | 2   | Li Na                    | 7,330                     | 500              | 130              | 6,960              | Învinsă în runda a treia de Barbora Záhlavová-Strýcová  |
| 3            | 3   | Simona Halep             | 6,105                     | 100              | 780              | 6,785              | Învinsă în semifinale de Eugenie Bouchard [13]          |
| 4            | 4   | Agnieszka Radwańska      | 5,990                     | 900              | 240              | 5,330              | Învinsă în runda a patra de Ekaterina Makarova [22]     |
| 5            | 5   | Maria Sharapova          | 4,741                     | 100              | 240              | 4,881              | Învinsă în runda a patra de Angelique Kerber [9]        |
| 6            | 6   | Petra Kvitová            | 4,570                     | 500              | 2,000            | 6,070              | Campioană contra lui Eugenie Bouchard [13]              |
| 7            | 8   | Jelena Janković          | 3,990                     | 100              | 10               | 3,900              | Învinsă în prima rundă de Kaia Kanepi                   |
| 8            | 9   | Victoria Azarenka        | 3,842                     | 100              | 70               | 3,812              | Învinsă în runda a doua de Bojana Jovanovski            |
| 9            | 7   | Angelique Kerber         | 4,035                     | 100              | 430              | 4,365              | Învinsă în sferturi de finală de Eugenie Bouchard [13]  |
| 10           | 10  | Dominika Cibulková       | 3,666                     | 160              | 130              | 3,636              | Învinsă în runda a treia de Lucie Šafářová [23]         |
| 11           | 11  | Ana Ivanovic             | 3,630                     | 100              | 130              | 3,660              | Învinsă în runda a treia de Sabine Lisicki [19]         |
| 12           | 12  | Flavia Pennetta          | 3,378                     | 280              | 70               | 3,168              | Învinsă în runda a doua de Lauren Davis                 |
| 13           | 13  | Eugenie Bouchard         | 3,320                     | 160              | 1,300            | 4,460              | Învinsă în finală de Petra Kvitová [6]                  |
| 14           | 14  | Sara Errani              | 3,120                     | 5                | 10               | 3,125              | Învinsă în prima rundă de Caroline Garcia               |
| 15           | 15  | Carla Suárez Navarro     | 2,905                     | 280              | 70               | 2,695              | Învinsă în runda a doua de Zarina Diyas                 |
| 16           | 16  | Caroline Wozniacki       | 2,685                     | 100              | 240              | 2,825              | Învinsă în runda a patra de Barbora Záhlavová-Strýcová  |
| 17           | 17  | Samantha Stosur          | 2,565                     | 160              | 10               | 2,415              | Învinsă în prima rundă de Yanina Wickmayer              |
| 18           | 18  | Sloane Stephens          | 2,540                     | 500              | 10               | 2,050              | Învinsă în prima rundă de Maria Kirilenko               |
| 19           | 19  | Sabine Lisicki           | 2,397                     | 1,400            | 430              | 1,427              | Învinsă în sferturi de finală de Simona Halep [3]       |
| 20           | 20  | Andrea Petkovic          | 2,205                     | 100              | 130              | 2,235              | Învinsă în runda a treia de Eugenie Bouchard [13]       |
| 21           | 21  | Roberta Vinci            | 2,150                     | 280              | 10               | 1,880              | Învinsă în prima rundă de Donna Vekić                   |
| 22           | 22  | Ekaterina Makarova       | 2,110                     | 160              | 430              | 2,380              | Învinsă în sferturi de finală de Lucie Šafářová [23]    |
| 23           | 23  | Lucie Šafářová           | 1,995                     | 100              | 780              | 2,675              | Învinsă în semifinale de Petra Kvitová [6]              |
| 24           | 26  | Kirsten Flipkens         | 1,880                     | 900              | 130              | 1,110              | Învinsă în runda a treia de Angelique Kerber [9]        |
| 25           | 24  | Alizé Cornet             | 1,995                     | 160              | 240              | 2,075              | Învinsă în runda a patra de Eugenie Bouchard [13]       |
| 26           | 25  | Anastasia Pavlyuchenkova | 1,885                     | 5                | 10               | 1,890              | Învinsă în prima rundă de Alison Riske                  |
| 27           | 28  | Garbiñe Muguruza         | 1,625                     | 100              | 10               | 1,535              | Învinsă în prima rundă de Coco Vandeweghe               |
| 28           | 27  | Svetlana Kuznetsova      | 1,636                     | 0                | 10               | 1,646              | Învinsă în prima rundă de Michelle Larcher de Brito [Q] |
| 29           | 29  | Sorana Cîrstea           | 1,611                     | 100              | 10               | 1,521              | Învinsă în prima rundă de Victoria Duval [Q]            |
| 30           | 31  | Venus Williams           | 1,596                     | 0                | 130              | 1,726              | Învinsă în runda a treia de Petra Kvitová [6]           |
| 31           | 32  | Klára Koukalová          | 1,535                     | 160              | 70               | 1,445              | Învinsă în runda a doua de Madison Keys                 |
| 32           | 49  | Elena Vesnina            | 1,105                     | 100              | 70               | 1,075              | Învinsă în runda a doua de Barbora Záhlavová-Strýcová   |

## Capi de serie în competițiile de Dublu
| Echipă               | Echipă                 | Loc1 | Cap de serie |
| -------------------- | ---------------------- | ---- | ------------ |
| Bob Bryan            | Mike Bryan             | 2    | 1            |
| Alexander Peya       | Bruno Soares           | 6    | 2            |
| Daniel Nestor        | Nenad Zimonjić         | 14   | 3            |
| Julien Benneteau     | Édouard Roger-Vasselin | 21   | 4            |
| Leander Paes         | Radek Štepánek         | 23   | 5            |
| Marcel Granollers    | Marc López             | 34   | 6            |
| Łukasz Kubot         | Robert Lindstedt       | 34   | 7            |
| Rohan Bopanna        | Aisam-ul-Haq Qureshi   | 38   | 8            |
| Julian Knowle        | Marcelo Melo           | 45   | 9            |
| Treat Huey           | Dominic Inglot         | 48   | 10           |
| Jean-Julien Rojer    | Horia Tecău            | 48   | 11           |
| Michaël Llodra       | Nicolas Mahut          | 53   | 12           |
| Eric Butorac         | Raven Klaasen          | 58   | 13           |
| Jamie Murray         | John Peers             | 59   | 14           |
| Juan Sebastián Cabal | Marcin Matkowski       | 63   | 15           |
| Pablo Cuevas         | David Marrero          | 70   | 16           |

| Echipă                  | Echipă               | Loc1 | Cap de serie |
| ----------------------- | -------------------- | ---- | ------------ |
| Hsieh Su-wei            | Peng Shuai           | 2    | 1            |
| Sara Errani             | Roberta Vinci        | 6    | 2            |
| Květa Peschke           | Katarina Srebotnik   | 12   | 3            |
| Cara Black              | Sania Mirza          | 16   | 4            |
| Ekaterina Makarova      | Elena Vesnina        | 17   | 5            |
| Ashleigh Barty          | Casey Dellacqua      | 25   | 6            |
| Raquel Kops-Jones       | Abigail Spears       | 28   | 7            |
| Serena Williams         | Venus Williams       | 312  | 8            |
| Andrea Hlaváčková       | Zheng Jie            | 39   | 9            |
| Julia Görges            | Anna-Lena Grönefeld  | 39   | 10           |
| Alla Kudryavtseva       | Anastasia Rodionova  | 40   | 11           |
| Anabel Medina Garrigues | Yaroslava Shvedova   | 45   | 12           |
| Lucie Hradecká          | Michaëlla Krajicek   | 46   | 13           |
| Tímea Babos             | Kristina Mladenovic  | 61   | 14           |
| Liezel Huber            | Lisa Raymond         | 66   | 15           |
| Garbiñe Muguruza        | Carla Suárez Navarro | 68   | 16           |

### Capi de serie în competiția de Dublu Mixt
| Echipă               | Echipă                 | Loc1 | Cap de serie |
| -------------------- | ---------------------- | ---- | ------------ |
| Mike Bryan           | Katarina Srebotnik     | 6    | 1            |
| Bob Bryan            | Květa Peschke          | 8    | 2            |
| Alexander Peya       | Abigail Spears         | 17   | 3            |
| Leander Paes         | Cara Black             | 23   | 4            |
| Daniel Nestor        | Kristina Mladenovic    | 31   | 5            |
| Horia Tecău          | Sania Mirza            | 32   | 6            |
| Rohan Bopanna        | Andrea Hlaváčková      | 33   | 7            |
| Jean-Julien Rojer    | Anna-Lena Grönefeld    | 40   | 8            |
| David Marrero        | Arantxa Parra Santonja | 40   | 9            |
| Jamie Murray         | Casey Dellacqua        | 41   | 10           |
| Juan Sebastián Cabal | Raquel Kops-Jones      | 41   | 11           |
| John Peers           | Ashleigh Barty         | 43   | 12           |
| Bruno Soares         | Martina Hingis         | 46   | 13           |
| Max Mirnyi           | Chan Hao-ching         | 50   | 14           |
| Nenad Zimonjić       | Samantha Stosur        | 54   | 15           |
| Aisam-ul-Haq Qureshi | Vera Dushevina         | 55   | 16           |

- 1 Locurile sunt cele din clasamentul din 23 iunie 2014.

## Wild card entries
Below are the lists of the wild card awardees entering in the main draws.
| - Marcos Baghdatis - Daniel Cox - Kyle Edmund - Daniel Evans - Nick Kyrgios - Daniel Smethurst - Jiří Veselý - James Ward | - Naomi Broady - Jarmila Gajdošová - Tara Moore - Samantha Murray - Kristýna Plíšková - Silvia Soler Espinosa - Taylor Townsend - Vera Zvonareva |

| - Edward Corrie / Daniel Smethurst - Jamie Delgado / Gilles Müller - Kyle Edmund / Sergiy Stakhovsky - Daniel Evans / James Ward - Colin Fleming / Ross Hutchins | - Naomi Broady / Eleni Daniilidou - Martina Hingis / Vera Zvonareva - Johanna Konta / Tara Moore - Jocelyn Rae / Anna Smith |

### Mixed doubles wild card entries
- Colin Fleming /  Jocelyn Rae
- Ross Hutchins /  Heather Watson
- Neal Skupski /  Naomi Broady
- James Ward /  Anna Smith

## Jucători veniți din calificări
| 1. Luke Saville 2. James Duckworth 3. Alex Kuznetsov 4. Gilles Müller 5. Ante Pavić 6. Konstantin Kravchuk 7. Marsel İlhan 8. Yūichi Sugita 9. Denis Kudla 10. Jimmy Wang 11. Pierre-Hugues Herbert 12. Tim Puetz 13. Samuel Groth 14. Tatsuma Ito 15. Jan Hernych 16. Ryan Harrison | 1. Alla Kudryavtseva 2. Tereza Smitková 3. Timea Bacsinszky 4. Michelle Larcher de Brito 5. Aleksandra Wozniak 6. Lesia Tsurenko 7. Paula Kania 8. Ana Konjuh 9. Victoria Duval 10. Tamira Paszek 11. Anett Kontaveit 12. Andreea Mitu |

| 1. Marcelo Demoliner / Purav Raja 2. Andreas Siljeström / Igor Zelenay 3. Ryan Harrison / Kevin King 4. Alex Bolt / Andrew Whittington | 1. Lyudmyla Kichenok / Nadiya Kichenok 2. Jarmila Gajdošová / Arina Rodionova 3. Pauline Parmentier / Laura Thorpe 4. Vesna Dolonc / Daniela Seguel |

## Campioni

### Seniori

#### Simplu Masculin
- Novak Djokovic def.  Roger Federer, 6–7(7–9), 6–4, 7–6(7–4), 5–7, 6–4

#### Simplu Feminin
- Petra Kvitová def.  Eugenie Bouchard, 6–3, 6–0

#### Dublu Masculin
- Vasek Pospisil /  Jack Sock def.  Bob Bryan /  Mike Bryan, 7–6(7–5), 6–7(3–7), 6–4, 3–6, 7–5

#### Dublu Feminin
- Sara Errani /  Roberta Vinci def.  Tímea Babos /  Kristina Mladenovic, 6–1, 6–3

#### Dublu mixt
- Nenad Zimonjić /  Samantha Stosur def.  Max Mirnyi /  Chan Hao-ching, 6–4,  6–2

### Juniori

#### Simplu Băieți
- Noah Rubin def.  Stefan Kozlov, 6–4, 4–6, 6–3

#### Simplu Fete
- Jeļena Ostapenko def.  Kristína Schmiedlová, 2–6, 6–3, 6–0

#### Dublu Băieți
- Orlando Luz /  Marcelo Zormann def.  Stefan Kozlov /  Andrey Rublev, 6–4, 3–6, 8–6

#### Dublu Fete
- Tami Grende /  Ye Qiuyu def.  Marie Bouzková /  Dalma Gálfi, 6–2, 7–6(7–5)

### Invitați

#### Invitați - Dublu Masculin
- Thomas Enqvist /  Mark Philippoussis def.  Jacco Eltingh /  Paul Haarhuis, 3–6, 6–3, [10–3]

#### Invitați - Dublu Feminin
- Jana Novotná /  Barbara Schett def.  Martina Navratilova /  Selima Sfar, 6–0, 7–6(7–2)

#### Invitați Seniori - Dublu Masculin
- Guy Forget /  Cédric Pioline def.  Rick Leach /  Mark Woodforde, 6–4, 6–3

### Jucători în scaun cu rotile

#### Jucători în scaun cu rotile - Dublu Masculin
- Stéphane Houdet /  Shingo Kunieda def.  Maikel Scheffers /  Ronald Vink, 5–7, 6–0, 6–3

#### Jucători în scaun cu rotile - Dublu Feminin
- Yui Kamiji /  Jordanne Whiley def.  Jiske Griffioen /  Aniek van Koot, 2–6, 6–2, 7–5